# 대니얼 시저
대니얼 시저(Daniel Caesar, 1995년 4월 5일 ~ )는 캐나다의 싱어송라이터이다.

## 음반 목록
Case Study 01 (2019)
- Freudian (2017)

Pilgrim’s paradise(2015)